# 拼勝堡
拼勝堡（日语：パンジャタワー），是日本現役純種競賽馬匹。目前主要勝利有2024年京王盃兩歲錦標及2025年NHK一哩賽。

## 出賽前
2022年2月21日出生於北海道新日高町冠軍牧場，成長途中被馬主深澤朝房購入，馬主名義則以其公司Deep Creek Co. Ltd.登錄。
其後交由栗東訓練中心練馬師橋口慎介訓練。

## 競賽生涯

### 2歲
2024年9月8日出戰中京競馬場2歲新馬戰，本次比賽於初段搶佔先頭位置下在彎道處開始推進，最終成功於彎道處加速，力拒對手的來襲下取首勝。
其後以京王盃兩歲錦標作為冠軍，比賽初段選擇在中團位置等待時機，在最後彎道抽出外檔位置加速。進入直路後，其在大外檔位置順利望空並展開衝刺，最終轟出全場最快末腳速度，以頸位優勢壓贏入場券取得首個分級賽冠軍，亦為父系倫敦塔及馬主Deep Creek Co. Ltd.的首個分級賽優勝。
年末挑戰一級賽朝日盃未來錦標，繼續採取居中戰術下未能在直路順利提速上前，逐漸被對手壓制下以第十二大敗。

### 3歲
2025年首戰為三級賽獵鷹錦標，比賽初段繼續內欄中前方的位置推進，途中一直尋找位置準備加速。進入直路後，其稍微抽出中檔位置展開望空，但被內側的洋基巴魯壓制下亦未能追上前方透出的愛滿世間及Lily Field，最終以第四完賽。
5月11日出戰NHK一哩賽，由於近其較為不穩的戰績而僅取得第九人氣。比賽開始後，面對前方做出的快步速，其保持在中團外疊附近的位置等待時機，於第四彎道時從外檔位置開始發力。進入直路後，其繼續在中團位置繼續加速上前，沿路展現不俗的加速下不斷蠶食前方的對手，最終壓贏內欄透出的奇幻海灘及俏小鹿取得首個一級賽優勝，同時亦為父系倫敦塔及馬主Deep Creek Co. Ltd.的首個一級賽冠軍。與此同時，練馬師橋口慎介的父親橋口弘次郎繼2006年的Logic勝出NHK一哩賽後，相隔19年實現父子制霸，亦是此賽事首次出現父子練馬師制霸。

### 詳細賽績
| 日期       | 舉辦國家 | 馬場 | 距離   | 級別 | 賽事名稱       | 負重 | 騎師 | 馬號     | 出馬 | 名次 | 時間   | 頭馬（二馬）      |
| ---------- | -------- | ---- | ------ | ---- | -------------- | ---- | ---- | -------- | ---- | ---- | ------ | ----------------- |
| 8/9/2024   | 日本     | 中京 | 草1200 |      | 2歲新馬        | 3    | 55   | 松山弘平 | 7    | 1    | 1:09.7 | （Tagano Enfant） |
| 2/11/2024  | 日本     | 東京 | 草1400 | GII  | 京王盃兩歲錦標 | 7    | 56   | 松山弘平 | 14   | 1    | 1:21.2 | （入場券）        |
| 15/12/2024 | 日本     | 京都 | 草1600 | GI   | 朝日盃未來錦標 | 12   | 56   | 松山弘平 | 16   | 12   | 1:35.8 | 喜迅升            |
| 22/3/2025  | 日本     | 中京 | 草1400 | GII  | 獵鷹錦標       | 4    | 57   | 藤岡佑介 | 18   | 4    | 1:21.1 | 洋基巴魯          |
| 11/5/2025  | 日本     | 東京 | 草1600 | GI   | NHK一哩賽      | 11   | 57   | 松山弘平 | 18   | 1    | 1:31.7 | （奇幻海灘）      |

## 血統簡介
父系倫敦塔為日本賽駒，生涯戰績優秀，尤其擅長短途賽事，曾於2019年勝出短途馬錦標。祖父飛雲渡是美國出生的英國賽駒，生涯戰績優秀，於草地及泥地賽事均有表現，曾勝出一級賽女皇伊莉莎白二世錦標及育馬者盃經典大賽。
母系Clarksdale為日本馬匹，生涯無出賽記錄，但血統上為2009年東京優駿（日本打吡）冠軍宇宙無極之四分三妹。外祖父比薩勝駒亦是日本賽駒，生涯戰績優秀，曾勝出皋月賞及有馬紀念，亦為首匹勝出杜拜世界盃的日本賽駒。

### 血統表
| 父線：Gone West系（淘金者系）                   |                           |                   |                    |
| 種馬 倫敦塔 2015年（棗色）                      | 飛雲渡 2005年（栗色）     | Elusive Quality   | Gone West          |
| 種馬 倫敦塔 2015年（棗色）                      | 飛雲渡 2005年（栗色）     | Elusive Quality   | Touch of Greatness |
| 種馬 倫敦塔 2015年（棗色）                      | 飛雲渡 2005年（栗色）     | Ascutney          | Lord at War        |
| 種馬 倫敦塔 2015年（棗色）                      | 飛雲渡 2005年（栗色）     | Ascutney          | Right Word         |
| 種馬 倫敦塔 2015年（棗色）                      | Snow Pie 2010年（灰色）   | 帶來吉利          | Darshaan           |
| 種馬 倫敦塔 2015年（棗色）                      | Snow Pie 2010年（灰色）   | 帶來吉利          | Daltawa            |
| 種馬 倫敦塔 2015年（棗色）                      | Snow Pie 2010年（灰色）   | Shinko Hermes     | 鞍匠井             |
| 種馬 倫敦塔 2015年（棗色）                      | Snow Pie 2010年（灰色）   | Shinko Hermes     | Doff the Derby     |
| 繁殖雌馬 Clarksdale 2016年（棗色）              | 比薩勝駒 2007年（深棗色） | 新宇宙            | 週日寧靜           |
| 繁殖雌馬 Clarksdale 2016年（棗色）              | 比薩勝駒 2007年（深棗色） | 新宇宙            | Pointed Path       |
| 繁殖雌馬 Clarksdale 2016年（棗色）              | 比薩勝駒 2007年（深棗色） | Whitewater Affair | Machiavellian      |
| 繁殖雌馬 Clarksdale 2016年（棗色）              | 比薩勝駒 2007年（深棗色） | Whitewater Affair | Much too Risky     |
| 繁殖雌馬 Clarksdale 2016年（棗色）              | Acoustics 2001年（棗色）  | 十字彎角          | 綠沙漠             |
| 繁殖雌馬 Clarksdale 2016年（棗色）              | Acoustics 2001年（棗色）  | 十字彎角          | Park Appeal        |
| 繁殖雌馬 Clarksdale 2016年（棗色）              | Acoustics 2001年（棗色）  | Soninke           | Machiavellian      |
| 繁殖雌馬 Clarksdale 2016年（棗色）              | Acoustics 2001年（棗色）  | Soninke           | Sonic Lady         |
| 雌系：號族：B3                                  |                           |                   |                    |
| 五代內近親交配：Machiavellian 4×4、淘金者 5×5×5 |                           |                   |                    |

## 命名由來
名字中，Panja（パンジャ）為馬主Deep Creek Co. Ltd.之冠名，一說來自漫畫家手塚治蟲作品《森林大帝》中的角色：邦加，香港則以偏音譯的方式，翻譯為「拼勝」；Tower（タワー）則繼承自父系倫敦塔之名字，香港採「堡」作為翻譯。

## 外部連結
- 拼勝堡 netkeiba.com （页面存档备份，存于）
- 血統表 （页面存档备份，存于）